# 斯特勒瓦內鄉
45°56′N 27°03′E / 45.933°N 27.050°E
斯特勒瓦內鄉（羅馬尼亞語：Comuna Străoane, Vrancea），是羅馬尼亞的鄉份，位於該國東部，由弗朗恰縣負責管轄，面積53平方公里，海拔高度326米，2002年人口3,849，人口密度每平方公里72人。